# Tipula (Acutipula) aureola
Tipula (Acutipula) aureola is een tweevleugelige uit de familie langpootmuggen (Tipulidae). De soort komt voor in het Palearctisch gebied.